# Cantón de Amfreville-la-Campagne
El cantón de Amfreville-la-Campagne era una división administrativa francesa, que estaba situada en el departamento de Eure y la región de Alta Normandía.

## Composición
El cantón estaba formado por veinticuatro comunas:
- Amfreville-la-Campagne
- Fouqueville
- Houlbec-près-le-Gros-Theil
- La Harengère
- La Haye-du-Theil
- La Pyle
- La Saussaye
- Le Bec-Thomas
- Le Gros-Theil
- Le Thuit-Anger
- Le Thuit-Signol
- Le Thuit-Simer
- Mandeville
- Saint-Amand-des-Hautes-Terres
- Saint-Cyr-la-Campagne
- Saint-Didier-des-Bois
- Saint-Germain-de-Pasquier
- Saint-Meslin-du-Bosc
- Saint-Nicolas-du-Bosc
- Saint-Ouen-de-Pontcheuil
- Saint-Pierre-des-Fleurs
- Saint-Pierre-du-Bosguérard
- Tourville-la-Campagne
- Vraiville

## Supresión del cantón de Amfreville-la-Campagne
En aplicación del Decreto nº 2014-241 de 25 de febrero de 2014, el cantón de Amfreville-la-Campagne fue suprimido el 22 de marzo de 2015 y sus 24 comunas pasaron a formar parte; dieciocho del nuevo cantón de Bourgtheroulde-Infreville y seis del nuevo cantón de Le Neubourg.